# Лумпциг
Лумпциг (нім. Lumpzig) — громада в Німеччині, розташована в землі Тюрингія. Входить до складу району Альтенбургер-Ланд. Складова частина об'єднання громад Альтенбургер-Ланд.
Площа — 10,70 км2. Населення становить Невірний параметр metadata 16 077 029 ос. (станом на 31 грудня 2021).

## Галерея

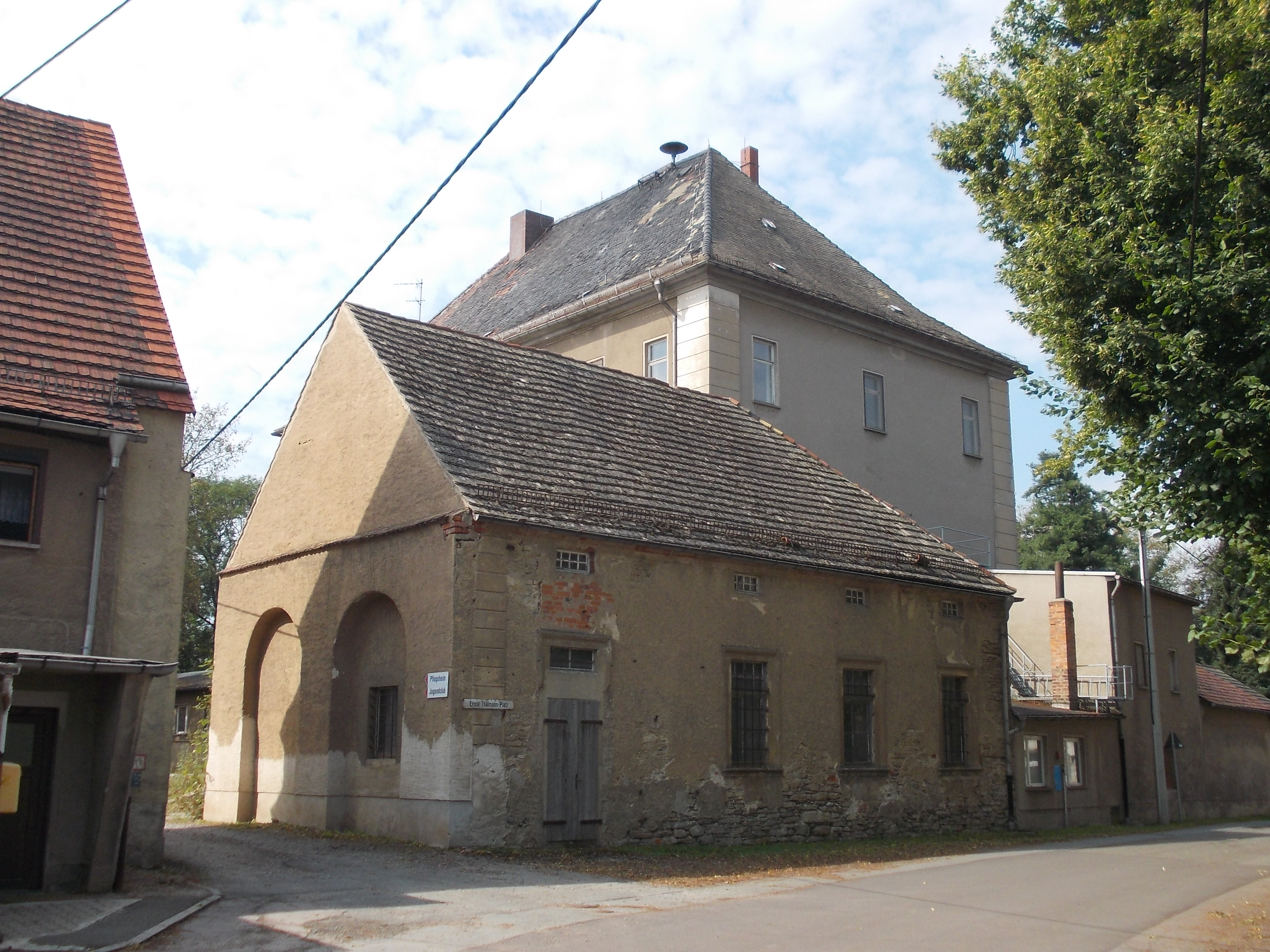
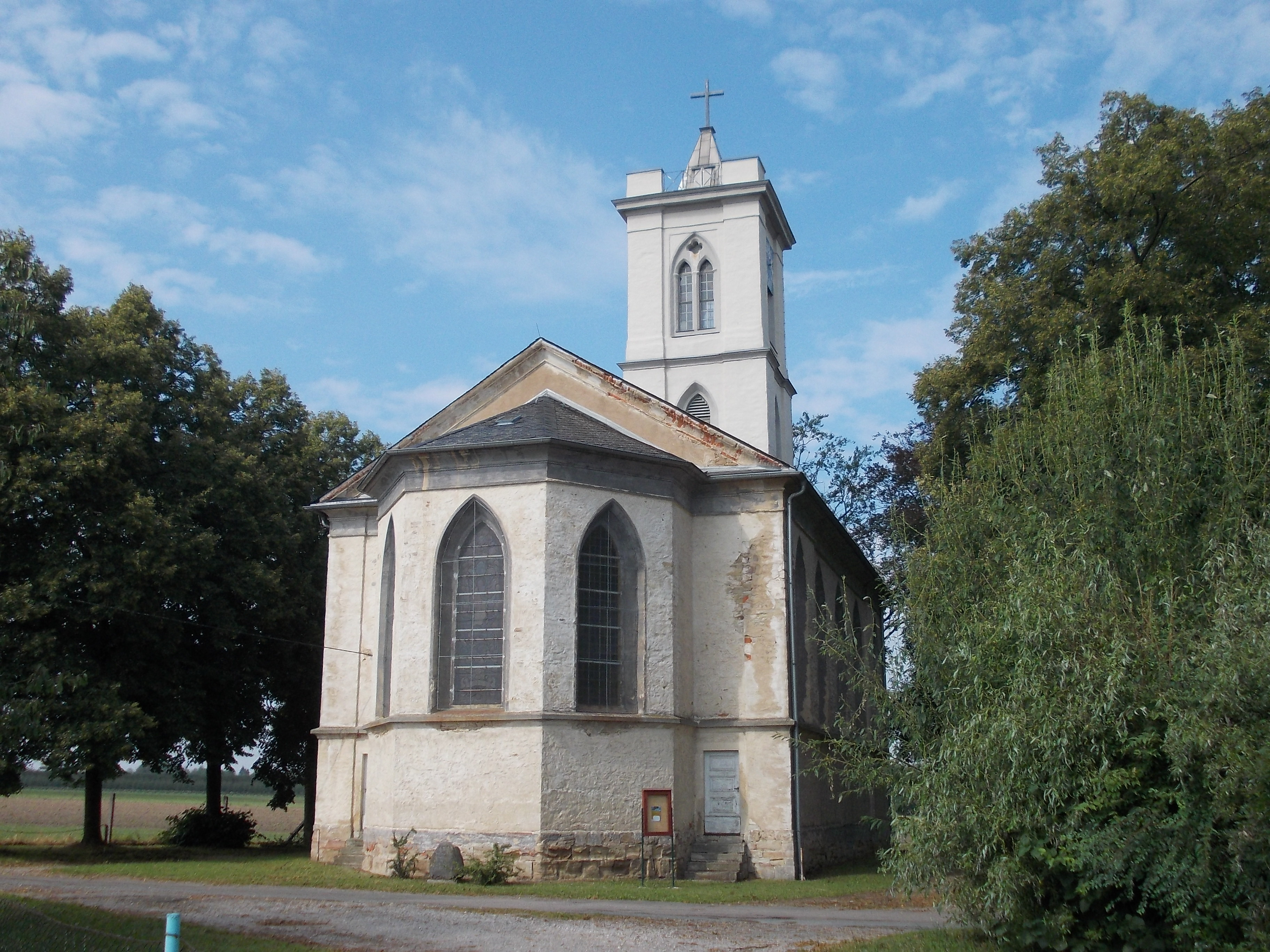